# Okiya
Eine Okiya (jap. おきや oder 置屋) bezeichnet das Wohnhaus einer Gemeinschaft von Geishas bzw. Geikos. Das Wort okiya wird auch synonym zur darin lebenden Geisha-Familie verwendet.
In einer Okiya leben die „Mutter“ der Okiya (o-kāsan お母さん), Geishas (芸者, „Person der Künste/Künstler“), Maiko (舞妓, „Tanzendes Mädchen, Mädchen des Tanzes“, sich in der Ausbildung befindliche Geishas) und Dienstpersonal zusammen. Männern ist der Zutritt zur Okiya in der Regel verwehrt. Ausnahmen von dieser Regel gibt es dennoch: Kimono-Ankleidern (otokushi), Mitgliedern des Kemban-sho (Gewerkschafts- bzw. Registrierungsamt eines Hanamachi), Kalligrafie- und Musik-Lehrern, Perückenmachern sowie Friseuren und Kimono-Schneidern ist das Betreten einer Okiya erlaubt, aber auch diese dürfen die Okiya nur zu abgemachten Terminen und bestimmten Zeiten (meistens nach 10 Uhr morgens und vor 8 Uhr abends) besuchen.
Okiyas befinden sich in Hanamachis, traditionellen Geisha-Vierteln in vielen japanischen Städten wie Kyōto, Tokio oder Ōsaka.
Die Okasan nimmt für die Geishas und Maikos, die sie betreut, eine Art Mutterrolle ein, auch wenn sie nicht mit ihnen verwandt ist.

## Bauart

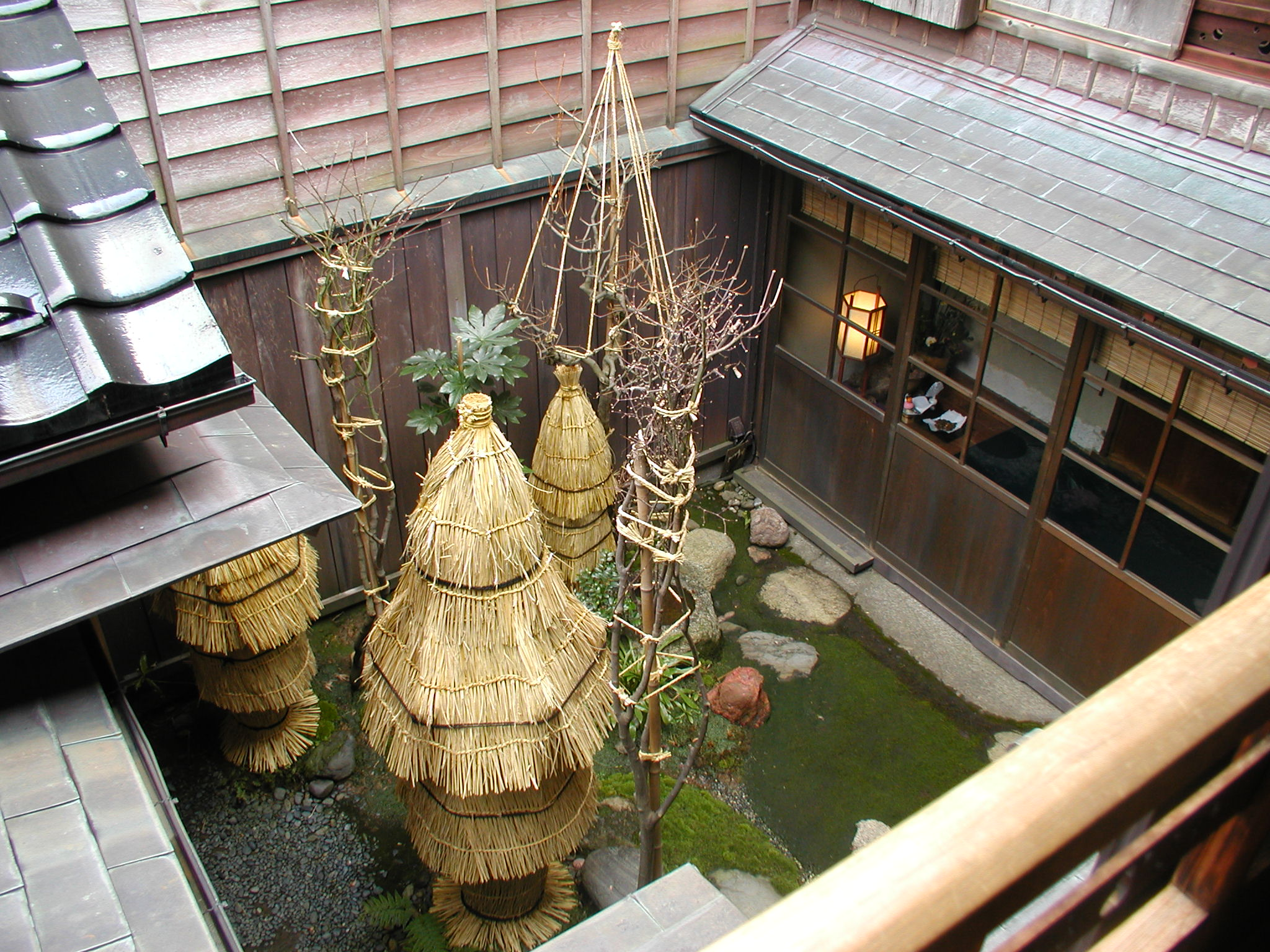
Garten in einer Okiya

Okiyas sind immer im Stil eines traditionellen japanischen Holzhauses gebaut und haben eine ganz besondere Bauweise. In Hanamachis sind Okiyas generell platztechnisch etwas eingeengt und erscheinen deshalb von außen oft wie dicht aneinander gedrängt. Allerdings ermöglicht die besondere (oft ringförmige) Bauweise die effektive Ausnutzung des wenigen Platzes (ein für japanische Großstädte typisches Phänomen) und die Anlage eines kleinen Gartens inmitten dieses Rings. Natürlich gibt es auch andere Bauweisen, die hier genannte ist dabei jedoch die am häufigsten vorkommende.
Okiyas verfügen wie jedes andere traditionell japanische Haus über Fusuma (traditionelle japanische Schiebewände), die zum Beispiel als Raumteiler verwendet werden können. Außerdem finden sich in einer Okiya Byobu (faltbare Wandschirme) und Shoji die ebenfalls als Raumteiler oder als Wand- und Fensterverkleidung eingesetzt werden.
In Okiyas gibt es eine Küche, Wohnräume, Schlafräume, einen Salon, Badezimmer (oder ein externes Badehaus), ein Esszimmer, Ankleidezimmer, Räume zur Aufbewahrung der wertvollen Kimonos und ein oder mehrere Gästezimmer. Außerdem gibt es in einer Okiya oft ein Kotatsu (ein beheizter Tisch als Alternative zur meist fehlenden Zentralheizung). Im Salon oder im Esszimmer findet sich meist eine Tokonoma-Nische.

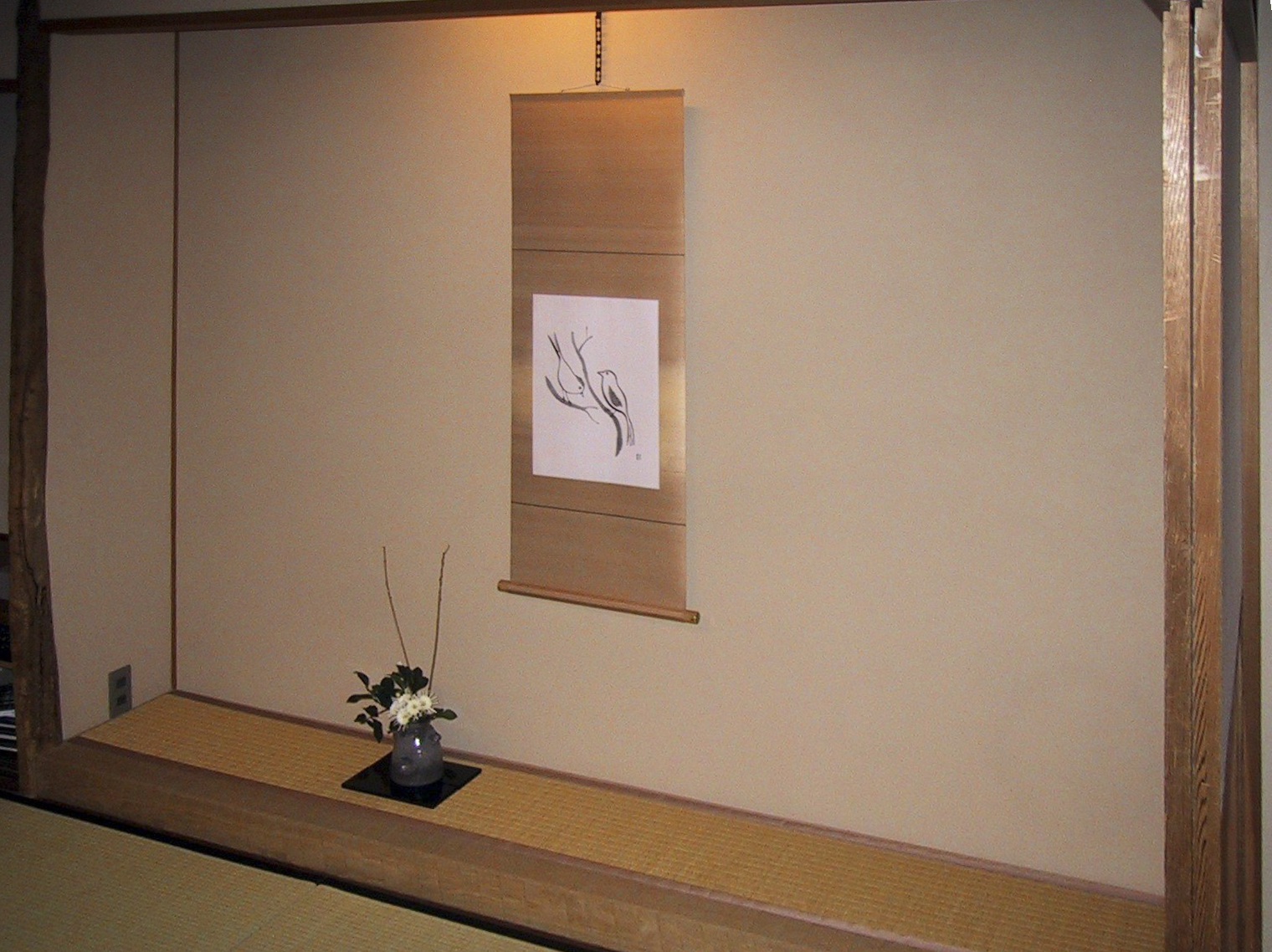
Tokonoma mit Ikebana und einem hängenden Bildbogen

Der Eingang einer Okiya unterscheidet sich meist erheblich von dem eines modernen japanischen Hauses. Es gibt einen kleinen Flur mit Steinboden (Genkan), in dem kleine Bänke für Besucher, Schuhregale und Schränke stehen. Dann folgt meist eine kleine Stufe, vor der Besucher ihre Schuhe ausziehen, und in bereitgestellte Hauspantoffeln schlüpfen können. Erst dann folgt der eigentliche Wohnbereich mit Holzfußboden und die einzelnen Zimmer die mit Tatami ausgelegt sind und nur in Socken oder Barfuß betreten werden dürfen.
Trotz der traditionellen Bauweise sind Okiyas alles andere als rückständig. Die meisten verfügen über einen Internet-Anschluss und moderne Kücheneinrichtung.
Okiyas haben zwei Stockwerke, wobei sich in der unteren Etage der Wohn- und in der oberen Etage der Schlafbereich befindet. Außerdem besitzen Okiyas oft Dachterrassen, die aber weniger zum Sitzen als vielmehr zum Lagern von Gegenständen oder Aufhängen von Wäsche geeignet sind.

## Kulturelle Bedeutung

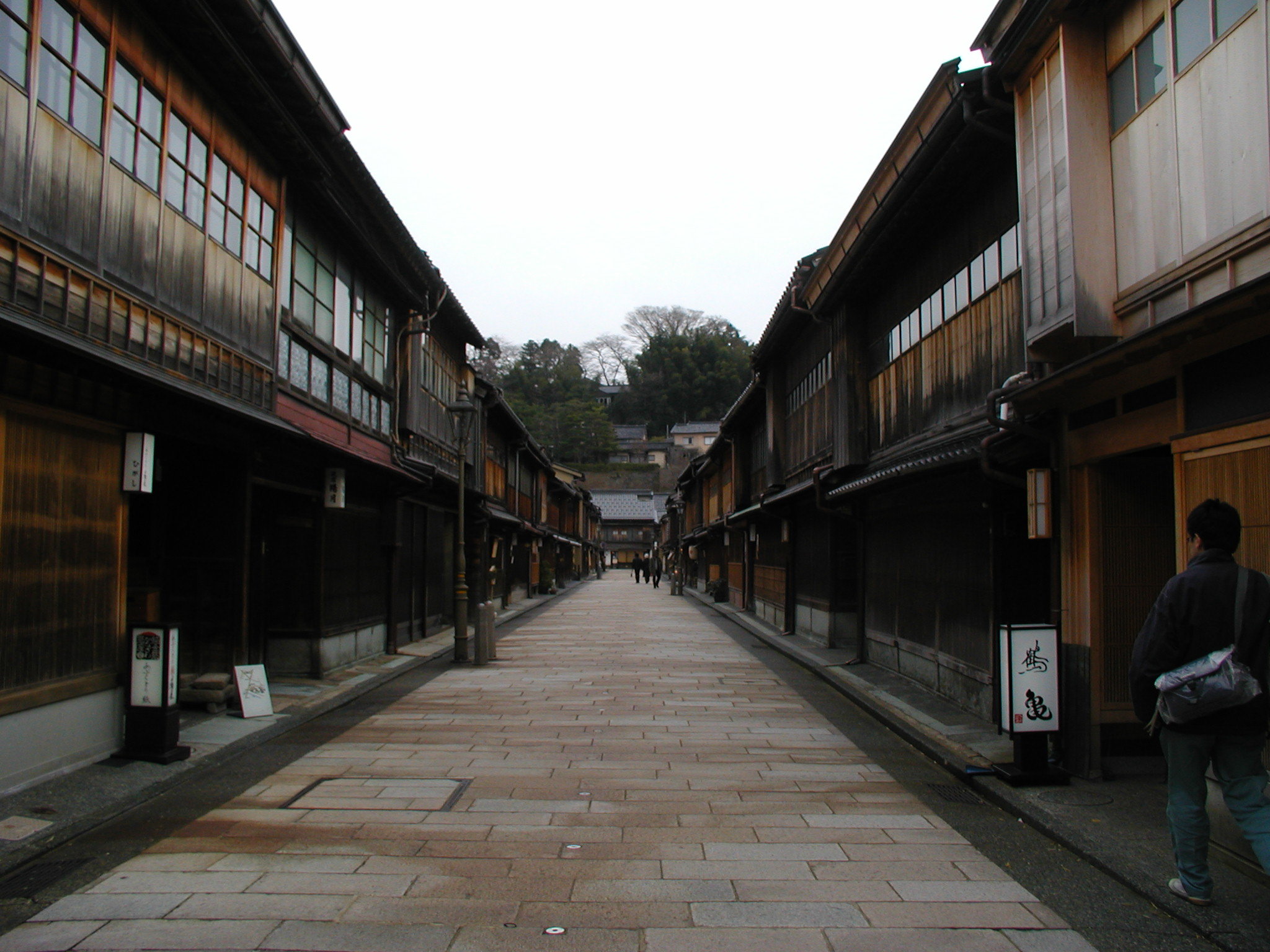
Eine von Okiyas gesäumte Gasse in Kanazawa

Die Okiya bietet der Geisha eine Wohn-, Lern- und Arbeitsstätte, in der sie sich während ihrer Ausbildung aufhalten muss und nach dem Ende ihrer Ausbildung aufhalten kann. Zu Beginn der Geisha-Tradition bestand eine Okiya-Gemeinschaft oft aus miteinander verwandten Frauen (Müttern, Schwestern, Cousinen und Töchtern), die durch Frauen, die von außerhalb der Familie kamen, ergänzt wurden. Gelegentlich heirateten diese in die Familie ein und wurden dann Teil der Hausgemeinschaft, oder aber sie wurden von einer der Besitzerinnen adoptiert. Schon bald begannen Geisha sich auszubreiten und es wurden immer mehr junge, vielversprechende Mädchen aus dem Umfeld der jeweiligen Stadt angeworben.
Bis in die 1970er und 1980er Jahre hinein war es üblich, dass das Dienstpersonal in einem eigenen Abteil der Okiya wohnt; das ist mittlerweile seltener geworden. Viele Okiya haben Haushaltshilfen, die in einem normalen Angestellten-Verhältnis zur Okiya stehen und in ihrer eigenen Wohnung leben. Größere Okiya, in denen gerne mehr als 10 Geisha und Maiko und die Okāsan gemeinsam leben, haben auch oft Köchinnen.
Heute sind verwandtschaftliche Beziehungen zwischen den einzelnen Mitgliedern einer Okiya selten, weil es nur noch wenig Geisha-Nachwuchs gibt. Da sich nur wenige junge Frauen die beschwerliche Ausbildung zur Geisha zutrauen, sank die Zahl der Okiya lange Jahre kontinuierlich. Seit der Jahrtausendwende steigt die Zahl der Geisha wieder, der Hauptgrund dafür ist das Internet, mit dem viele Okiya neue Maiko oder Geisha anwerben. Dadurch steigt auch die Zahl der Okiya langsam wieder an. Die meisten Okiya gibt es in Kyoto, der Hauptstadt der traditionellen Künste Japans. Insgesamt gibt es dort 56 aktive Okiya bei insgesamt 276 aktiven Geisha und Maiko. Die jüngste wurde im Jahr 2007 eröffnet.

## Gesellschaftliche Struktur in der Okiya
Der gesellschaftlichen Struktur innerhalb einer Okiya wird sehr viel Bedeutung beigemessen. An der Spitze der Hierarchie steht die Okāsan, der nur in seltenen Ausnahmefällen überhaupt widersprochen werden darf, dann folgen die dienstältesten Geishas, dann die Maiko und dann die Shikomi (仕込み, „Training“, Maiko in Ausbildung, die zur Gesha-Schule gehen und im Haushalt helfen). Jeder Maiko wird zu Beginn ihrer Ausbildung eine ältere und erfahrenere Maiko oder Geisha zur Seite gestellt, diese wird Onesan (お姉さん, "ältere Schwester") genannt, die die Rolle der Ausbilderin übernimmt und ihr einen Teil ihres Namens übergibt. So steht die Maiko zu Beginn ihrer Ausbildung an unterster Stelle der Hierarchie und muss allen über ihr stehenden Mitgliedern Ehrerbietung zollen.
Die Okāsan ist meistens eine ehemalige Geisha, hat also auf dem Gebiet jahrzehntelange Erfahrung. Sollte eine Okāsan zu alt werden, um alleine eine Okiya zu verwalten oder sterben, wird die Okiya an die Erbin, den atatori, weitervererbt. Dies sind entweder Töchter oder andere weibliche Familienmitglieder oder eine adoptierte Tochter, die fast immer selbst eine Geisha ist. Im Idealfall zieht der atatori schon als Kind in die okiya ein und wird adoptiert, das ist heutzutage aber eher selten. Die meisten bekannten atatori begannen ihre Karriere als Maiko im Alter von 15 oder 16 Jahren.
Ein weiterer wichtiger Punkt ist, dass die Hierarchie der Okiya und der Hanamachi nicht durch Erfolge oder Berühmtheit definiert ist; an der Spitze stehen immer die dienstältesten und erfahrensten Geisha. Dies hat auch nicht zwangsläufig etwas mit dem Alter zu tun: Es kommt nicht selten vor, dass eine Geisha zwar älter ist, aber in der Hierarchie unter einer jüngeren Geisha steht, weil diese ihre Karriere früher begonnen hat.
Wem immer, trotz fortgeschrittenem Alter der Geishas, Respekt gezollt werden muss, sind Besitzerinnen von Okiya, Teehäusern sowie Lehrerinnen und Lehrer, da sie für das Auskommen der Geisha unerlässlich sind. Selbst eine 70-jährige Geisha verwendet im Umgang mit ihnen eine respektvolle Sprache und bedankt sich regelmäßig bei ihnen für ihre Unterstützung.

## Okiyas in den Hanamachi
Eine genaue Einhaltung der Regeln zum Umgang unter den Mitgliedern einer Okiya ist extrem wichtig. Auch die verschiedenen Okiyas pflegen die Beziehungen untereinander und zu den verschiedenen Teehäusern sehr sorgfältig. Zum Beispiel rufen Okāsan, Geisha und Maiko täglich bei anderen Okiya und Teehäusern an, um sich bei ihnen zu bedanken und besuchen sie regelmäßig persönlich. Sie sorgen damit für die Anerkennung und die standesgemäße Einführung der Maikos (die das letzte Glied in der Kette der Hanamachis ausmachen) in die Gesellschaft.
Die Okiya übernimmt für die Ausbildung der Geisha alle Kosten (Schulgeld, Kleidungsgeld, Abgaben an das Kemban-sho etc.), die ihr aber im Laufe der Zeit nach der Ausbildung zurückgezahlt werden müssen. Deshalb lebt eine Geisha nach Beendigung ihrer Ausbildung noch eine festgelegte Zeit in der Okiya um ihre Schulden zu begleichen und sich eine eigene Sammlung von Kimono, Obi und Kanzashi (かんざし/簪, „Haarschmuck“) anzuschaffen, die vorher von der Okiya gestellt wurden, bevor sie sich selbstständig macht.

### Sachbücher
- Liza Dalby: Geisha, Dirk van Gunsteren (Übersetzer), Rowohlt-Taschenbuch-Verlag, 2004, ISBN 3-499-26491-9.
- Ursula Richter: Das Leben der Geisha, 2007, Lübbe Verlag, ISBN 978-3-404-60586-6.
- Michael Stein: Japans Kurtisanen: Eine Kulturgeschichte der japanischen Meisterinnen der Unterhaltungskunst und Erotik aus zwölf Jahrhunderten, Iudicium, München 1997.
- Christoph Neumann: Darum nerven Japaner – Der ungeschminkte Wahnsinn des japanischen Alltags, Piper Verlag Reisebibliothek, 2008, ISBN 978-3-492-24508-1.
- Florian Coulmas, Die Kultur Japans – Tradition und Moderne, Verlag C.H. Beck, 2008, ISBN 978-3-406-58776-4
- Kyoko Aihara: Geisha – A Living Tradition, Carlton Books, 2005, ISBN 978-1-84442-302-6

### Romane
- Mineko Iwasaki mit Rande Brown, Elke vom Scheidt  (Übersetzerin): Die wahre Geschichte der Geisha. Originaltitel: Geisha: A Life. Ullstein, 2004, ISBN 978-3-548-26186-7
- Kiharu Nakamura: Kiharu, Memoiren einer Geisha. 1999, ISBN 3-404-12954-7.
- Komomo und Naoyuki Ogino: A Geisha’s Journey: My Life As a Kyoto Apprentice, 2008, ISBN 978-4-7700-3067-2
- Sayo Masuda: Die Letzte Geisha: Eine Wahre Geschichte, 2012, ISBN 978-0-09-946204-0

## Dokumentationen
- Geisha Geheimnisvolles Leben 2006, BBC Documentation
- Geisha Girl, 2008, BBC Documentation